# Église Surp Hovhannes de Voskevaz
 (mai 2024).
Si vous disposez d'ouvrages ou d'articles de référence ou si vous connaissez des sites web de qualité traitant du thème abordé ici, merci de compléter l'article en donnant les références utiles à sa vérifiabilité et en les liant à la section « Notes et références ».
 (mai 2024).
Surp Hovhannes (arménien : Սուրբ ՅովհաննԷս Եկեղեցի) est une église à plan basilical située dans la province d’Aragatsotn en Arménie.

## Architecture
L'église de S. Hovhannes est une grande basilique avec un plan central cruciforme à l'intérieur et à plan rectangulaire à l'extérieur. Il manque le tambour et le dôme qui se trouvaient autrefois se tenaient au-dessus. Deux portails mènent à l'église. Une grande partie de cette dernière est dépourvue de toute décoration.

## Rénovation
La structure est actuellement (fin 2009) en cours de rénovation et certaines parties sont en cours de reconstruction.

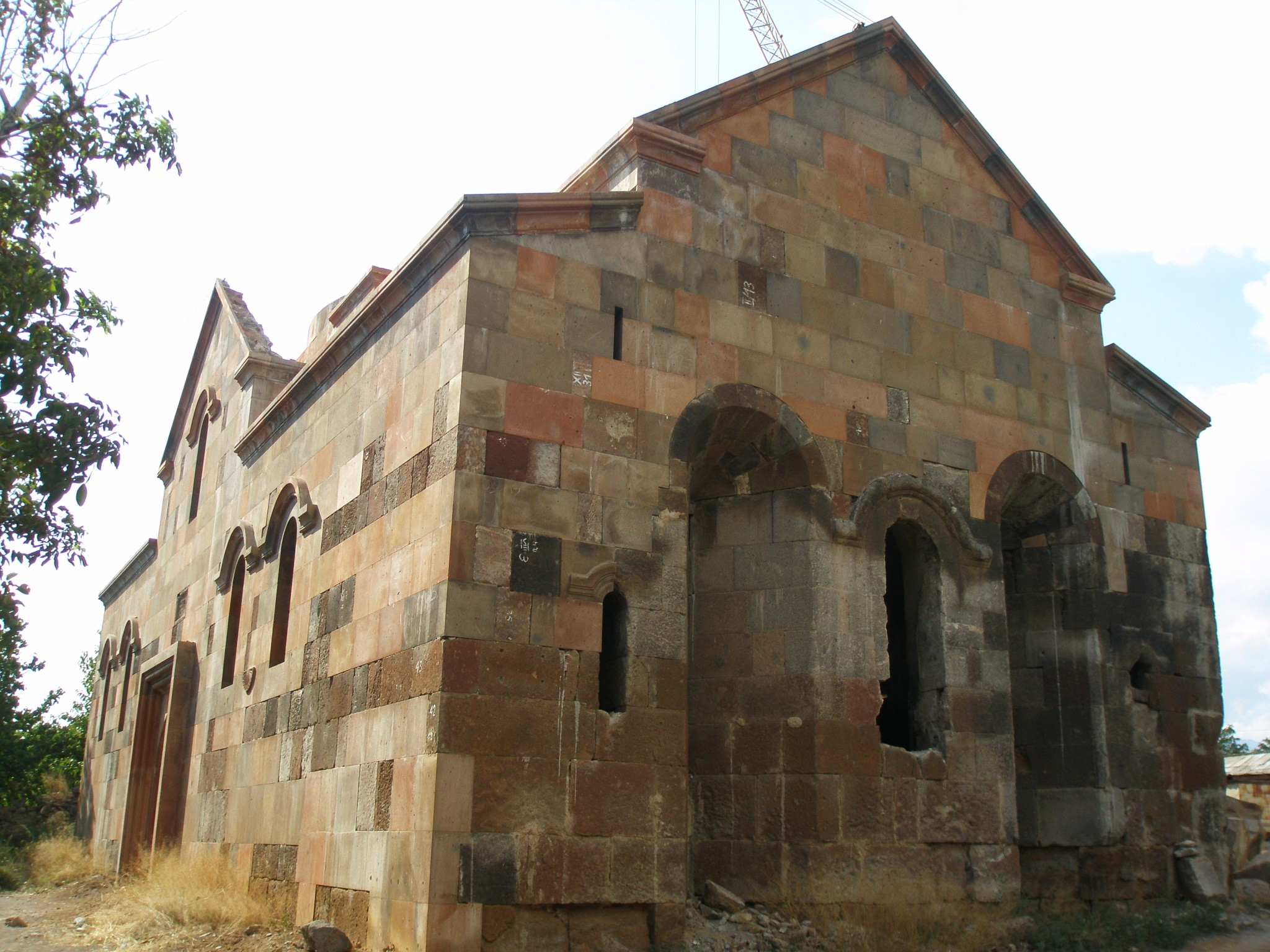
L'église de Voskevaz sous un autre angle.
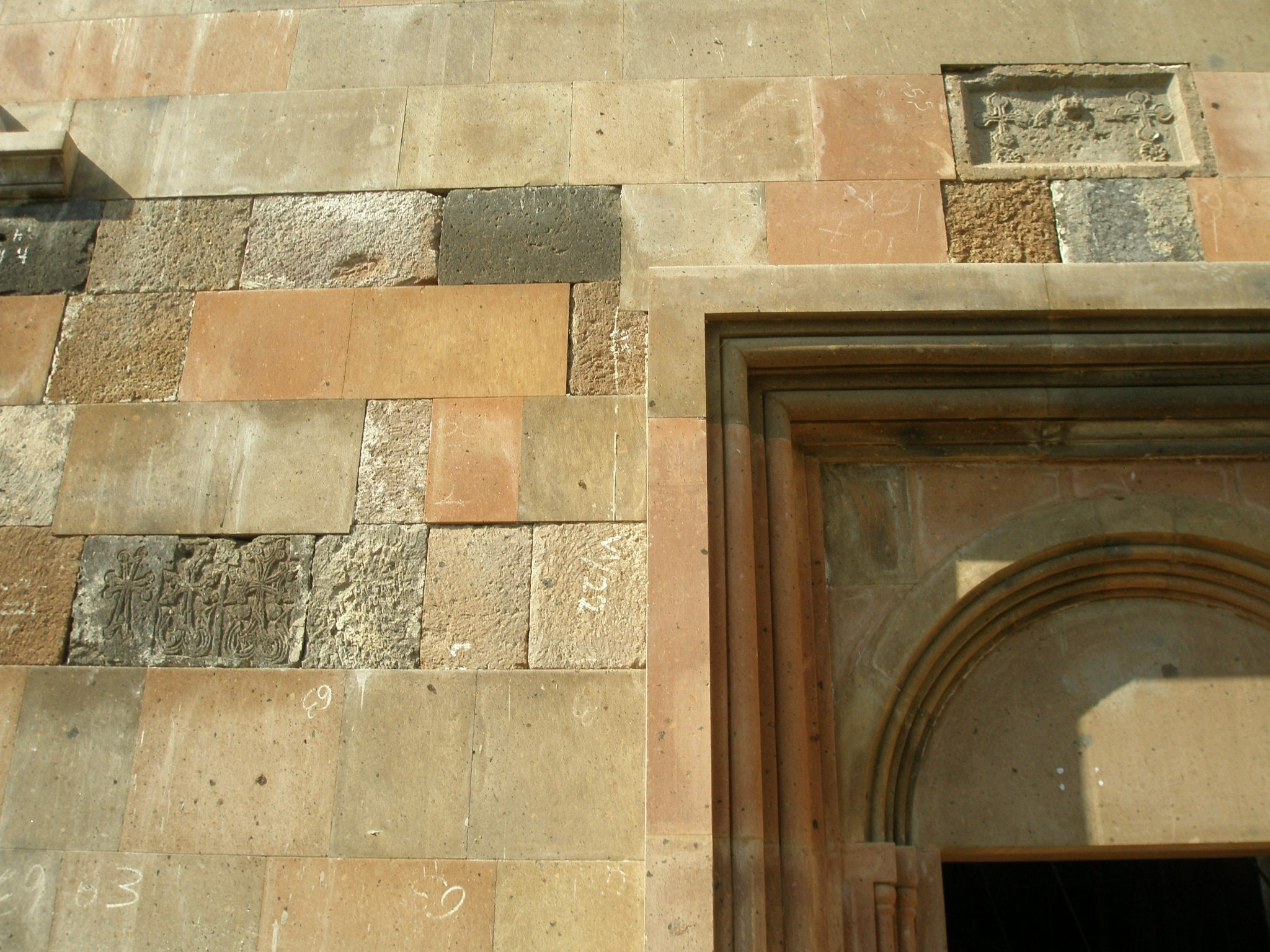
Le portail principal de l'église.